# Шайба (ледовая арена)

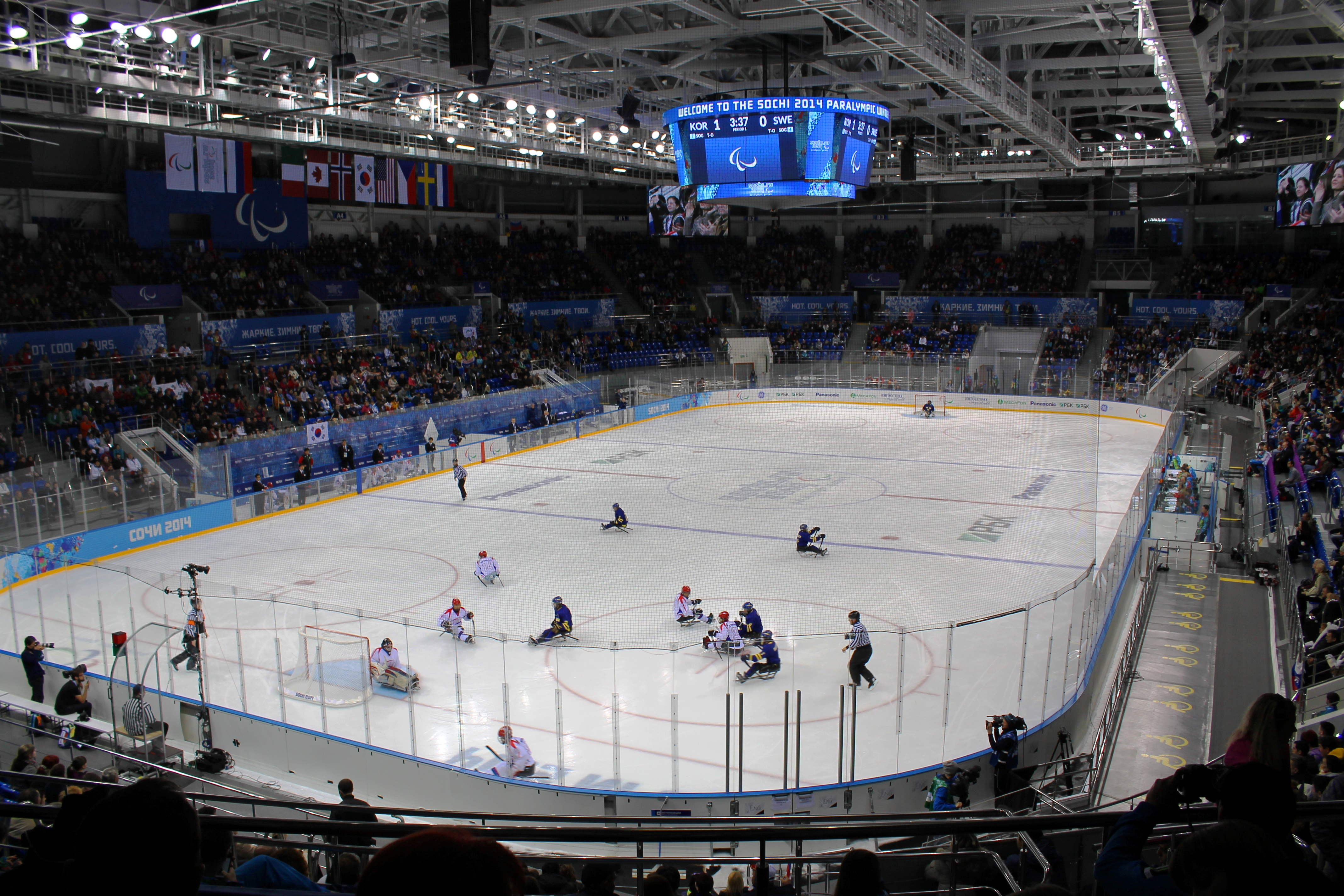
Соревнования по следж-хоккею на «Шайбе» во время зимних Паралимпийских игр 2014 года

Ледо́вая аре́на «Шайба» — Всероссийский детский спортивно-оздоровительный центр в Олимпийском парке посёлка городского типа Сириус. Это второй по значимости стадион Олимпиады-2014 в Сочи. Вместимость — 7000 мест. Рядом с ним расположены ледовый дворец «Большой» и тренировочный стадион. Ориентировочная стоимость строительства ледовой арены — 2,5 млрд. рублей. .

## Соревнования
- Чемпионат мира по хоккею с шайбой среди юниорских команд 2013 — 18-28 апреля 2013 [2]
- Хоккей на зимних Олимпийских играх 2014 — 8-23 февраля 2014
- Следж-хоккей на зимних Паралимпийских играх 2014 — 7-16 марта 2014

## Постолимпийское использование
Изначально арену планировалось перенести во Владикавказ, затем краевые власти рассчитывали перенести арену в Краснодар. Также рассматривался вариант перевоза арены в Нижний Новгород.Позже стало известно, что из-за особенностей конструкции фундамента перенос арены невозможен.
Ещё в конце 2013 года Минспортом был подготовлен проект распоряжения Правительства России о создании на базе арены федерального государственного бюджетного учреждения «Всероссийский детский спортивно-оздоровительный центр».
Торжественная церемония открытия центра прошла 4 июля 2014 года, сам центр начал работу 1 июля.

## Тренировочная арена для хоккея
Тренировочная арена для хоккея "Льдинка" — спортивное сооружение, находящееся в Олимпийском парке Сочи рядом с  Ледовой Ареной «Шайба». Хоккейная площадка была предназначена для тренировочного процесса команд-участников Олимпийских зимних игр по хоккею с шайбой и команд-участников Паралимпийских игр по хоккею на салазках.
Архитектурно-строительные решения объекта обеспечивают возможность разборки несущих, ограждающих конструкций и оборудования, с последующей транспортировкой их в другой город.
После окончания Игр планировалось перенести сборно-разборную конструкцию арены в город Ставрополь, а в дальнейшем использование объекта в качестве Ледового дворца спорта для проведения спортивно-оздоровительных занятий по ледовым видам спорта и концертно-зрелищных мероприятий.
В настоящее время на арене проходят тренировки хоккеистов и массовые катания.